# Maternale
Maternale è un film per la televisione del 1978, esordio alla regia di Giovanna Gagliardo.

## Trama
Anni '60. A causa della tensione dei rapporti con la madre, una ragazza si chiude in un ostinato mutismo, mostrando inoltre disturbi nell'alimentazione.

## Produzione
Ispirato dall'esperienza della regista presso dei gruppi di sensibilizzazione sul rapporto madre-figlia, nati in seno al femminismo degli anni '70, il film è selezionato dalla Quinzaine des Réalisateurs nel 1978.